# アレクサンドル・ゴレリク
アレクサンドル・ゴレリク（Aleksandr Gorelik、1945年8月9日 - 2012年9月27日）は、旧ソビエト連邦出身の男性フィギュアスケート選手。1968年グルノーブルオリンピックペア銀メダリスト。パートナーはタチヤナ・ジュク、タチアナ・タラソワ。

## 経歴
- 当初、タチアナ・タラソワとペアを組み活動。
- 1965年ヨーロッパフィギュアスケート選手権で7位となり、解散。直後にタチヤナ・ジュクとペアを結成。
- 1968年グルノーブルオリンピックで銀メダルを獲得。
- 競技から退いた後、フィギュアスケートの解説者として活動。
- 2012年9月27日、死去[1]。67歳没。

## 主な戦績
| 大会/年      | 1964-65 | 1965-66 | 1966-67 | 1967-68 |
| ------------ | ------- | ------- | ------- | ------- |
| オリンピック |         |         |         | 2       |
| 世界選手権   |         | 2       |         | 2       |
| 欧州選手権   | 7       | 2       |         |         |

1964-65年シーズンのみタチアナ・タラソワとのペア。
1965-66年シーズンよりタチヤナ・ジュクとのペア。